# Prydnistrowja
Prydnistrowja (ukr. Придністров'я) – wieś na Ukrainie, w  obwodzie iwanofrankiwskim, w rejonie halickim, nad Dniestrem. Została utworzona w 1954 roku na obszarze lewobrzeżnej części wsi Hanowce.